# Inés Boza
Inés Boza (Pamplona, 1962) és una autora i directora de teatre, cofundadora de la companyia de dansa-teatre Senza Tempo, amb Carles Mallol, que actualment dirigeix en solitari. També és cofundadora i resident de La Caldera de Barcelona. Està llicenciada en dret.
En 1991, Inés Boza i Carles Mallol van presentar per primera vegada a Barcelona una peça seva en solitari, Senza Tempo, espectacle que va donar nom a la companyia. De la seva obra destaquen la Trilogia de l'aigua, composta per Capritx (1994), amb la qual TV3 va realitzar una videodansa a Barcelona titulat Capritx als terrats, Viatge a través de l'aigua (1998) i Zahories (2000); Peixos a les butxaques (2002); i El jardí inexistent (2004), presentat al Teatre Nacional de Catalunya.